# 普里斯特里弗
普里斯特里弗（英語：Priest River）是一個位於美國愛達荷州邦納縣的城市。

## 地理
普里斯特里弗的座標為48°11′00″N 116°54′34″W / 48.18333°N 116.90944°W，而該地的平均海拔高度為652米（即2139英尺）。

## 人口
根據2020年美國人口普查的數據，普里斯特里弗的面積為9.57平方千米，當中陸地面積為9.20平方千米，而水域面積為0.37平方千米。當地共有人口1696人，而人口密度為每平方千米182.97人。